# Charles Elworthy

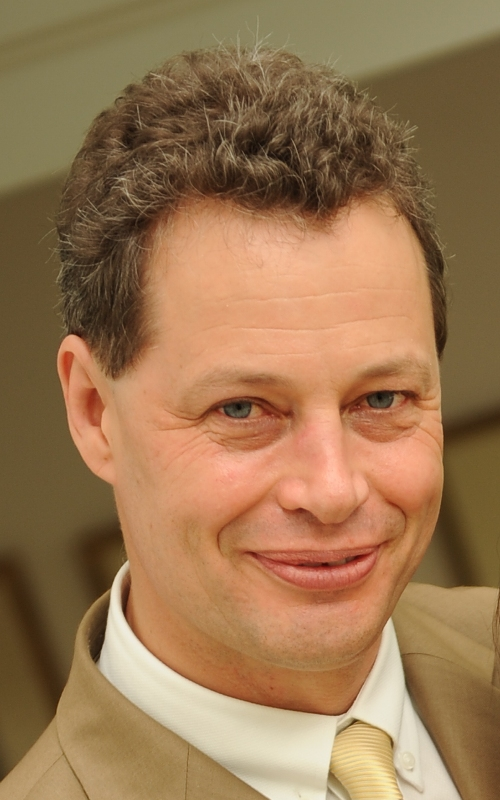
Charles Elworthy 2010

Charles Elworthy (* 5. November 1961 in Timaru, Neuseeland; † 8. Juni 2023 in Oxford, Oxfordshire, England) war ein neuseeländischer Wirtschafts- und Sozialwissenschaftler.

## Berufstätigkeit
Charles Elworthy, ein Sohn des neuseeländischen Agrarunternehmers Sir Peter Herbert Elworthy (1935 – 2004), absolvierte Magisterstudien in Ökonomie (Cambridge) und Internationalen Beziehungen (Yale). Nach politikwissenschaftlicher Promotion (1991) und Habilitation (2001) bei Hans-Joachim Mengel an der Freien Universität Berlin lehrte er als Privatdozent dortselbst sowie zwischen 2004 und 2013 als außerordentlicher Professor am Institut für Politik- und Europawissenschaft der Universität Stettin. 2011/12 war er an der Chulalongkorn-Universität im thailändischen Bangkok tätig und 2013/14 an der School of Geography & the Environment der Universität Oxford, wo er sich mit ökologischen Fragen befasste. Anschließend war er bis 2018 in Oxford unternehmerisch tätig.
Frühere Schwerpunkte seiner akademischen Tätigkeit waren die Europäische Integration und die Beziehung zwischen Institutionen und Psychologie. In seiner 1993 in Berlin veröffentlichten Dissertation entwarf Elworthy das Modell des Homo biologicus, das das Wesen des Menschen anhand seiner phylo- und ontogenetischen Entwicklungsgeschichte zu erklären versucht. Seine unveröffentlichte Habilitationsschrift (The Reciprocal Influence of Institutions and Policies: The Evolution of Governance Structures in New Zealand, 1840-1993) betrifft die Verfassungsentwicklung Neuseelands im 19. und 20. Jahrhundert.

## Sonstiges
Ab 1991 betrieb Elworthy den am Vorbild angelsächsischer Bildungseinrichtungen inspirierten Wiederaufbau des im Landkreis Uckermark liegenden Schlosses Wartin, zunächst mit Hans-Joachim Mengel im Rahmen der Europäischen Akademie e. V., nach seiner Rückkehr in die Uckermark 2018 gemeinsam mit seiner Frau in der Stiftung Collegium Wartinum.

## Veröffentlichungen (Auszug)
- Homo Biologicus: An Evolutionary Model for the Human Sciences. Duncker & Humblot, Berlin 1993, ISBN 3-428-07749-0 (Dissertation)
- Evolutionary Psychology. The Appropriate Disciplinary Link between Evolutionary Theory and the Social Sciences. In: Johan M. G. Van Der Dennen, David Smillie & Daniel R. Wilson (Hrsg.): The Darwinian Heritage and Sociobiology. Praeger, Westport 1999, ISBN 0-275-96436-1